# Siffleur à flancs jaunes
Hylocitrea bonensis
Famille
Genre
Espèce
Statut de conservation UICN

 LC  : Préoccupation mineure
Le Siffleur à flancs jaunes (Hylocitrea bonensis) est une espèce d'oiseaux, unique représentant de la famille des Hylocitreidae, dans l'ordre des passereaux. Autrefois placé parmi les Pachycephalidae, les études plus récentes le placeraient parmi une sous-famille monotypique de Bombycillidae, ou dans sa propre famille.

## Répartition
Cet oiseau est endémique des Célèbes.